# EB 117A
Die zweiachsigen gedeckten Güterwagen nach Musterblatt 117A wurden von den Belgischen Staatsbahnen (Chemins de fer de l’État belge, abgekürzt EB, auch L’État belge) zwischen 1894 und 1919 in sehr großen Stückzahlen in Dienst gestellt.

## Geschichte
Diese Baureihe wurde 1894 eingeführt und war in erster Linie für den Pferdetransport gedacht. Die Wagen wurden aber auch für den Transport anderer Tiere und Güter genutzt. Bis 1919 entstanden insgesamt über 2000 Exemplare, die bei verschiedenen Wagenbauanstalten in Auftrag gegeben wurden.
Der Wagen 162194 wurde auf der Weltausstellung in Turin 1911 ausgestellt (siehe auch: Liste von Eisenbahnwagen auf der Weltausstellung Turin 1911).
Die Spitzdachwagen mit überdachter Bremserbühne hatten beidseitig eine Schiebetüre. Zusätzlich befanden sich an beiden Stirnseiten zweiflüglige Türen mit einer klappbaren Übergangsbrücke, über die Pferde ins Wageninnere geführt werden konnten.
Knapp 600 dieser Wagen waren 1956 noch im Einsatz, wurden aber bis 1960 ausrangiert.
Ab 1896 entstanden fast baugleiche Wagen, die aber keine überdachte Bremserbühne hatten, unter Musterblatt Nummer 117C.
Die Wagen waren bronzebraun gestrichen und hatten eine weiße Beschriftung.